# Danielle Galligan
Danielle Galligan, née le 1er décembre 1992 à Dublin en Irlande, est une actrice de cinéma et de télévision irlandaise.

## Biographie

### Carrière
Danielle Galligan est née à Dublin en Irlande, et diplômée de la The Lir Academy, école d'art dramatique d'Irlande.
En novembre 2017 elle est choisie pour jouer dans la série Game of Thrones, apparaissant dans la saison 8.
En 2019, Galligan joue le personnage d'Enaj dans la série Krypton.
Elle obtient son premier grand rôle à la télévision dans la série Netflix Shadow and Bone : La Saga Grisha, dans le rôle de Nina Zenik.

### Vie personnelle
Elle réside à Londres depuis novembre 2020. Elle a fait de nombreuses activités dans sa jeunesse, s'essayant au ballet ou encore la danse irlandaise et jouait du piano.

## Filmographie

### Cinéma
- 2016 : Closing Time : The Wretched Girl
- 2017 : Strangers in the Park : Aisling
- 2018 : Pernicio : Sam Thomson
- 2018 : Beautiful Youth : Lili
- 2018 : Tomorrow : Eilish
- 2019 : Break Us : Sophie
- 2020 : We Don't Choose How : Jenny
- 2021 : Who We Love (en) de Graham Cantwell (en) : Naomi
- 2023 : Lakelands de Robert Higgins et Patrick McGivney : Grace

### Télévision
- 2019 : Game of Thrones : Sarra
- 2019 : Krypton : Enaj
- 2020 : Cold Courage (en) : Daiga Mednis
- 2021 - 2023 : Shadow and Bone : La Saga Grisha : Nina Zenik
- 2021: The Great : Yula, la servante de Marial
- 2023: Kin : Molly